# Grand Prix mondial de volley-ball 1993
Navigation
Grand Prix 1994
Le 1er Grand Prix mondial de volley-ball féminin s'est déroulé du 28 mai au 20 juin 1993. 
La phase finale s'est joué à Hong Kong du 17 au 20 juin 1993.

## Équipes participantes
| Europe           | Amérique               | Asie                     |
| ---------------- | ---------------------- | ------------------------ |
| Allemagne Russie | Brésil Cuba États-Unis | Chine Corée du Sud Japon |

## Tournois Préliminaires

### Premier week-end
| Groupe A                                          | Groupe B                                 |
| ------------------------------------------------- | ---------------------------------------- |
| Site : Séoul Brésil Chine Corée du Sud États-Unis | Site : Tōkyō Allemagne Cuba Japon Russie |

#### Group A (Séoul)
| Rang | Équipe       | Point | J | G | P | SP | SC | Ratio |
| 1    | Corée du Sud | 6     | 3 | 3 | 0 |    |    |       |
| 2    | Brésil       | 5     | 3 | 2 | 1 |    |    |       |
| 3    | Chine        | 4     | 3 | 1 | 2 |    |    |       |
| 4    | États-Unis   | 3     | 3 | 0 | 3 |    |    |       |

#### Groupe B (Tōkyō)
| Rang | Équipe    | Point | J | G | P | SP | SC | Ratio |
|      | Russie    |       |   |   |   |    |    |       |
|      | Cuba      |       |   |   |   |    |    |       |
|      | Japon     |       |   |   |   |    |    |       |
|      | Allemagne |       |   |   |   |    |    |       |

### Second week-end
| Groupe C                                       | Groupe D                                             |
| ---------------------------------------------- | ---------------------------------------------------- |
| Site : Bangkok Brésil Corée du Sud Cuba Russie | Site : Kuala Lumpur Allemagne Chine États-Unis Japon |

#### Groupe C (Bangkok)
| Rang | Équipe       | Point | J | G | P | SP | SC | Ratio |
| 1    | Cuba         | 6     | 3 | 3 | 0 |    |    |       |
| 2    | Brésil       | 5     | 3 | 2 | 1 |    |    |       |
| 3    | Russie       | 4     | 3 | 1 | 2 |    |    |       |
| 4    | Corée du Sud | 3     | 3 | 0 | 3 |    |    |       |

#### Groupe D (Kuala Lumpur)
| Rang | Équipe     | Point | J | G | P | SP | SC | Ratio |
| 1    | Chine      | 6     | 3 | 3 | 0 | 9  | 3  | 3,000 |
| 2    | États-Unis | 5     | 3 | 2 | 1 | 8  | 4  | 2,000 |
| 3    | Allemagne  | 4     | 3 | 1 | 2 | 4  | 8  | 0,500 |
| 4    | Japon      | 3     | 3 | 0 | 3 | 3  | 9  | 0,333 |

### Troisième week-end
| Groupe E                                   | Groupe F                                          |
| ------------------------------------------ | ------------------------------------------------- |
| Site : Sydney Chine Cuba États-Unis Russie | Site : Taipei Allemagne Brésil Corée du Sud Japon |

#### Groupe E (Sydney)
| Rang | Équipe     | Point | J | G | P | SP | SC | Ratio |
| 1    | Cuba       | 6     | 3 | 3 | 0 | 9  | 3  | 3,000 |
| 2    | Russie     | 4     | 3 | 1 | 2 | 6  | 7  |       |
| 3    | Chine      | 4     | 3 | 1 | 2 | 5  | 7  |       |
| 4    | États-Unis | 4     | 3 | 1 | 2 | 5  | 8  |       |

#### Groupe F (Taipei)
| Rang | Équipe       | Point | J | G | P | SP | SC | Ratio |
| 1    | Brésil       | 6     | 3 | 3 | 0 | 9  | 2  | 4,500 |
| 2    | Corée du Sud | 5     | 3 | 2 | 1 | 7  | 6  | 1,150 |
| 3    | Japon        | 4     | 3 | 1 | 2 | 6  | 7  |       |
| 4    | Allemagne    | 3     | 3 | 0 | 3 | 2  | 9  |       |

## Phase Finale

### Groupe A
| Rang | Équipe | Point | J | G | P | SP | SC | Ratio |
| 1    | Cuba   | 4     | 2 | 2 | 0 | 6  | 1  | 6,000 |
| 2    | Brésil | 3     | 2 | 1 | 1 | 3  | 4  | 0,750 |
| 3    | Japon  | 2     | 2 | 0 | 2 | 2  | 6  | 0,333 |

### Groupe B
| Rang | Équipe       | Point | J | G | P | SP | SC | Ratio |
| 1    | Chine        | 3     | 2 | 1 | 1 | 5  | 4  | 1,250 |
| 2    | Russie       | 3     | 2 | 1 | 1 | 4  | 4  | 1,000 |
| 2    | Corée du Sud | 3     | 2 | 1 | 1 | 4  | 5  | 0,800 |

## Distinctions individuelles
- MVP :  Mireya Luis
- Meilleure Attaquante : Mireya Luis
- Meilleure Contreuse : Pan Wenli
- Meilleure Serveuse : Regla Torres Herrera
- Meilleure Passeuse : Fernanda Venturini
- Meilleure Réceptionneuse : Kazumi Nakamura
- Meilleure Défenseur : Regla Bell

## Tableau final
| Place              | Équipe       |
| ------------------ | ------------ |
| Médaille d'or      | Cuba         |
| Médaille d'argent  | Chine        |
| Médaille de bronze | Russie       |
| 4                  | Brésil       |
| 5                  | Corée du Sud |
| 6                  | Japon        |
| 7                  | États-Unis   |
| 8                  | Allemagne    |